# Callicebus medemi

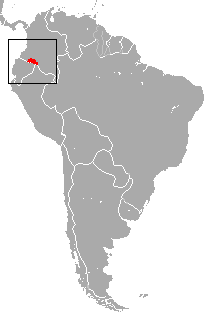
Areale del Callicebo colombiano

Il callicebo colombiano o callicebo dalle mani nere (Callicebus medemi Hershkovitz, 1963) è un primate platirrino della famiglia dei Pitecidi.
Veniva in passato considerato una sottospecie di Callicebus torquatus (Callicebus torquatus medemi), al quale è molto simile, differenziandosi tuttavia in quanto il colore delle mani è nero anziché giallastro come nella specie torquatus. Attualmente, viene generalmente accettata la sua classificazione come specie a sé stante, nell'ambito della concezione di specie ecologica piuttosto che biologica.
La specie è endemica dell'area andina della Colombia meridionale, al confine con Ecuador e Perù, pur non vivendo in questi ultimi due Paesi.

## Status e conservazione
Le principali minacce a questa specie includono la perdita e il degrado dell'habitat dovuto al taglio del legname, all'agricoltura itinerante, al pascolo del bestiame e alla coltivazione di colture illegali. Si sospetta che il declino della popolazione di questa specie sia stato almeno del 30% negli ultimi 25 anni.